# Кларк, Брэндон
Брэндон Кларк (англ. Brandon Clarke; род. 19 сентября 1996, Ванкувер, Британская Колумбия) — канадский профессиональный баскетболист, выступает за клуб НБА «Мемфис Гриззлис». Играет на позиции тяжёлого форварда. На студенческом уровне выступал за университет Сан-Хосе, а также за «Гонзага Бульдогс» из университета Гонзага.

## Профессиональная карьера
Кларк был выбран на драфте НБА 2019 года клубом «Оклахома-Сити Тандер» под 21-м номером, однако «Мемфис Гриззлис» выменял Кларка у «Тандер» взамен на выбор под 23-м номером (Дариус Бэйзли) и выбор во втором раунде драфта 2024 года. 7 июля 2019 года Кларк официально стал игроком «Гриззлис» и подписал с клубом контракт на 2 года. Кларк был признан лучшим игроком Летней лиги НБА 2019 года, а также лучшим игроком финала, в котором он набрал 15 очков, сделал 16 подборов, 4 результативные передачи и 3 блок-шота, он стал первым игроком в истории Летней лиги, который одновременно забрал обе награды MVP (турнира и финала). 23 октября 2019 года Кларк дебютировал в НБА, выйдя со скамейке в проигранном матче против «Майами Хит», в котором набрал 8 очков, 7 подборов, передачу и блок-шот. 19 декабря 2019 года Кларк установил личный рекорд результативности, набрав 27 очков в матче против «Оклахомы-Сити Тандер». 25 февраля 2020 года Брэндон Кларк получил травму четырехглавой мышцы правого бедра и пропустил все игры сезона до перерыва, связанного с пандемией коронавируса. 31 июля 2020 года в первой же игре рестарта чемпионата Кларк набрал 21 очко и установил свой личный рекорд по времени нахождения на площадке (34 минуты).
15 сентября 2020 года Кларк был включен в первую сборную новичков НБА сезона 2019/20.
16 декабря 2020 года «Гриззлис» активировали опцию Кларка на сезон 2021/22. 8 января 2021 года он набрал максимальные в сезоне 21 очко, а также восемь подборов, пять передач и два блока в победе над «Бруклин Нетс» со счетом 115:110. После серии побед в турнире плей-ин «Гриззлис» впервые с 2017 года квалифицировались в плей-офф. 29 мая в серии первого раунда против «Юты Джаз» Кларк дебютировал в плей-офф, сыграв семь минут и собрав один подбор в проигрыше со счетом 111:121 в третьей игре. «Гриззлис» были уничтожены «Джаз» в пяти матчах.
16 октября 2021 года «Гриззлис» активировали опцию Кларка на сезон 2022/23. 28 января 2022 года Кларк набрал максимальные за сезон 22 очка и три подбора в победе над «Ютой Джаз» со счетом 119:109. «Гриззлис» второй сезон подряд вышли в плей-офф, где в серии первого раунда встретились с «Миннесотой Тимбервулвз». 26 апреля Кларк записал на свой счет 21 очко и 15 подборов в 5 игре. 29 апреля он записал на свой счет 17 очков, 11 подборов, 5 передач и 3 блока, когда «Гриззлис» выбили «Тимбервулвз» из плей-офф, победив в 6 игре со счетом 114:106. В итоге «Гриззлис» выбыли во втором раунде, где в шести матчах их обыграли «Голден Стэйт Уорриорз».
16 октября 2022 года Кларк подписал с «Гриззлис» четырехлетний контракт на сумму 52 миллиона долларов. 3 марта 2023 года во время матча с «Денвер Наггетс» (113:97) он получил травму левой ноги и выбыл из игры, сыграв всего две минуты. На следующий день «Гриззлис» объявили, что Кларк получил разрыв левого ахилла, в результате чего его сезон 2022/23 завершился.
22 марта 2025 года было объявлено, что Кларк получил серьезное растяжение задней крестообразной связки в правом колене и выбыл до конца сезона. 1 апреля 2025 года Кларк получил инъекцию в правое колено и, считается, что сможет избежать операции. Ожидается, что игрок будет готов к началу следующего сезона.

## Национальная сборная
Кларк заявил, что надеется в будущем выступать за сборную Канады.

## Статистика

### Статистика в НБА
| Сезон                                                                                    | Команда | Регулярный сезон | Регулярный сезон | Регулярный сезон | Регулярный сезон | Регулярный сезон | Регулярный сезон | Регулярный сезон | Регулярный сезон | Регулярный сезон | Регулярный сезон | Регулярный сезон | Серия плей-офф | Серия плей-офф | Серия плей-офф | Серия плей-офф | Серия плей-офф | Серия плей-офф | Серия плей-офф | Серия плей-офф | Серия плей-офф | Серия плей-офф | Серия плей-офф |
| Сезон                                                                                    | Команда | GP               | GS               | MPG              | FG%              | 3P%              | FT%              | RPG              | APG              | SPG              | BPG              | PPG              | GP             | GS             | MPG            | FG%            | 3P%            | FT%            | RPG            | APG            | SPG            | BPG            | PPG            |
| ---------------------------------------------------------------------------------------- | ------- | ---------------- | ---------------- | ---------------- | ---------------- | ---------------- | ---------------- | ---------------- | ---------------- | ---------------- | ---------------- | ---------------- | -------------- | -------------- | -------------- | -------------- | -------------- | -------------- | -------------- | -------------- | -------------- | -------------- | -------------- |
| 2019/20                                                                                  | Мемфис  | 58               | 4                | 22,4             | 61,8             | 35,9             | 75,9             | 5,9              | 1,4              | 0,6              | 0,8              | 12,1             | Не участвовал  | Не участвовал  | Не участвовал  | Не участвовал  | Не участвовал  | Не участвовал  | Не участвовал  | Не участвовал  | Не участвовал  | Не участвовал  | Не участвовал  |
| 2020/21                                                                                  | Мемфис  | 59               | 16               | 24,0             | 51,7             | 26,0             | 69,0             | 5,6              | 1,6              | 1,0              | 0,9              | 10,3             | 2              | 0              | 4,8            | 50,0           | -              | -              | 0,5            | 0,0            | 0,0            | 0,5            | 1,0            |
| 2021/22                                                                                  | Мемфис  | 64               | 1                | 19,5             | 64,4             | 22,7             | 65,4             | 5,3              | 1,3              | 0,6              | 1,1              | 10,4             | 12             | 0              | 24,7           | 61,5           | 0,0            | 66,7           | 6,9            | 2,0            | 0,8            | 0,8            | 12,3           |
| 2022/23                                                                                  | Мемфис  | 56               | 8                | 19,5             | 65,6             | 16,7             | 72,3             | 5,5              | 1,3              | 0,6              | 0,7              | 10,0             | Не участвовал  | Не участвовал  | Не участвовал  | Не участвовал  | Не участвовал  | Не участвовал  | Не участвовал  | Не участвовал  | Не участвовал  | Не участвовал  | Не участвовал  |
| 2023/24                                                                                  | Мемфис  | 6                | 1                | 22,4             | 55,9             | 16,7             | 14,3             | 5,3              | 1,5              | 0,8              | 1,0              | 11,3             | Не участвовал  | Не участвовал  | Не участвовал  | Не участвовал  | Не участвовал  | Не участвовал  | Не участвовал  | Не участвовал  | Не участвовал  | Не участвовал  | Не участвовал  |
|                                                                                          | Всего   | 243              | 30               | 21,3             | 60,3             | 28,6             | 69,7             | 5,6              | 1,4              | 0,7              | 0,9              | 10,7             | 14             | 0              | 21,9           | 61,3           | 0,0            | 66,7           | 6,0            | 1,7            | 0,6            | 0,8            | 10,7           |
| Наведите курсор мыши на аббревиатуры в заголовке таблицы, чтобы прочесть их расшифровку. |         |                  |                  |                  |                  |                  |                  |                  |                  |                  |                  |                  |                |                |                |                |                |                |                |                |                |                |                |

### Статистика в NCAA
| Сезон | Команда        | Conf           | Class          | GP | GS | MPG  | FG%  | 3P%  | FT%  | RPG | APG | SPG | BPG | PPG  |
| --- | -------------- | -------------- | -------------- | -- | -- | ---- | ---- | ---- | ---- | --- | --- | --- | --- | ---- |
| 2015/16 | Сан-Хосе Стэйт | MWC            | FR             | 31 | 3  | 23,5 | 63,4 | 16,7 | 56,1 | 5,6 | 1,5 | 0,7 | 1,2 | 8,8  |
| 2016/17 | Сан-Хосе Стэйт | MWC            | SO             | 30 | 30 | 31,9 | 59,2 | 33,3 | 57,2 | 8,7 | 2,3 | 1,2 | 2,6 | 17,3 |
| 2018/19 | Гонзага        | WCC            | JR             | 37 | 36 | 28,1 | 68,7 | 26,7 | 69,4 | 8,6 | 1,9 | 1,2 | 3,2 | 16,9 |
| Всего | Всего          | Всего          | Всего          | 98 | 69 | 18,5 | 63,9 | 25,0 | 61,8 | 5,1 | 1,3 | 0,7 | 1,6 | 9,7  |
| Сан-Хосе Стэйт | Сан-Хосе Стэйт | Сан-Хосе Стэйт | Сан-Хосе Стэйт | 61 | 33 | 27,6 | 60,5 | 22,2 | 56,8 | 7,1 | 1,9 | 0,9 | 1,9 | 13,0 |
| Гонзага | Гонзага        | Гонзага        | Гонзага        | 37 | 36 | 28,1 | 68,7 | 26,7 | 69,4 | 8,6 | 1,9 | 1,2 | 3,2 | 16,9 |
| Наведите курсор мыши на аббревиатуры в заголовке таблицы, чтобы прочесть их расшифровку Статистика приведена с сайта sports-reference.com |                |                |                |    |    |      |      |      |      |     |     |     |     |      |